# الغنانمة

الغنانمة هي قبيلة عربية بمنطقة الساورة جنوب غرب الجزائر، توجد أهم قصورهم بين بني عباس وطلمين بما في ذلك الواتة.

## تاريخ
تذكر بعض الوثائق المحلية أنهم هاجموا قوافل في هذه المنطقة سنة 1599. وقبل حوالى 1660 نمت قوتهم لدرجة أنهم كانوا يفرضون الضرائب على واحات توات مما دفع سكان واحات توات و قورارة تقديم شكاوي للسلاطين العلوين في المغرب .
استمروا في لعب دور هام في سياسة توات حتى القرن 17 من خلال معاهدات الحماية  والغارات على سكان منطقة. حتى تعرضو لحملة تأديبية من طرف الدولة العلوية التي قامت بدحر شعابنة و قضاء على شوكتهم في منطقة توات و تم فرض عليها معاهدة طاعة و الولاء للدولة العلوية
مع إحترام سكان و أهالي منطقة توات و قوافل و حركة تجارية في منطقة.